# Spoorlijn Groningen - Weiwerd
De spoorlijn Groningen - Weiwerd of Woldjerspoorweg is de naam voor een spoorlijn in de Nederlandse provincie Groningen, die bestond van 1 juli 1929 tot 5 mei 1941 (opheffing reizigerstreinen) resp. 27 juli 1942 (opheffing goederentreinen).

## Tracé en stations
De spoorlijn verbond het Hoofdstation in Groningen via Slochteren met Weiwerd en liep verder via de spoorlijn Zuidbroek - Delfzijl van de Noordoosterlocaalspoorweg-Maatschappij (NOLS) naar Delfzijl.
De lijn verliet even ten zuidoosten van Groningen de lijn Groningen – Nieuwe Schans en ging dan in noordoostelijke richting. Via een spoorbrug over het Winschoterdiep liep de lijn naar Engelbert en van daar af min of meer parallel met de enige doorgaande weg in de gemeente Slochteren. Die weg, waaraan vrijwel alle dorpen in de gemeente liggen, loopt over een oude zandrug in het voormalige veengebied. Vanaf Engelbert liep de spoorlijn vrij recht door tot hij bij Froombosch overging in het tracé van de huidige N387. De spoorlijn volgde dit tracé tot even voorbij voormalig station Siddeburen om via station Tjuchem-Meedhuizen en Weiwerd naar Delfzijl te lopen.
In totaal lagen aan de lijn veertien spoorwegstations en -haltes. Vanaf het Hoofdstation in Groningen waren dat achtereenvolgens: stopplaats Roodehaan, station Engelbert, stopplaats Bieleveldslaan, station Harkstede-Scharmer, station Kolham, station Froombosch, stopplaats 's Gravenschans, station Slochteren, stopplaats Wijgchelsheim, station Schildwolde-Hellum, stopplaats Zandelaan, station Siddeburen, stopplaats Leentjerweg en station Tjugchem-Meedhuizen. en ten slotte station Weiwerd. Alle treinen reden via stopplaats Farmsum door naar/van station Delfzijl, uitgezonderd de laatste spitsuurtrein uit Groningen, deze reed niet verder dan Siddeburen.
De gebouwen van de veertien stations en halten langs de Woldjerspoorlijn (het al sinds 1910 bestaande station Weiwerd niet meegerekend) werden ontworpen door architect Ad van der Steur. Daarvan waren zeven volgens het standaardtype Woldjerspoor, het achtste (Froombosch) was kleiner, de overige waren eenvoudige halten. Alle stations en een aantal dienstgebouwen werden in de jaren 1925 tot 1930 gebouwd door bouwbedrijf Van der Laan uit Kollum.

## Geschiedenis

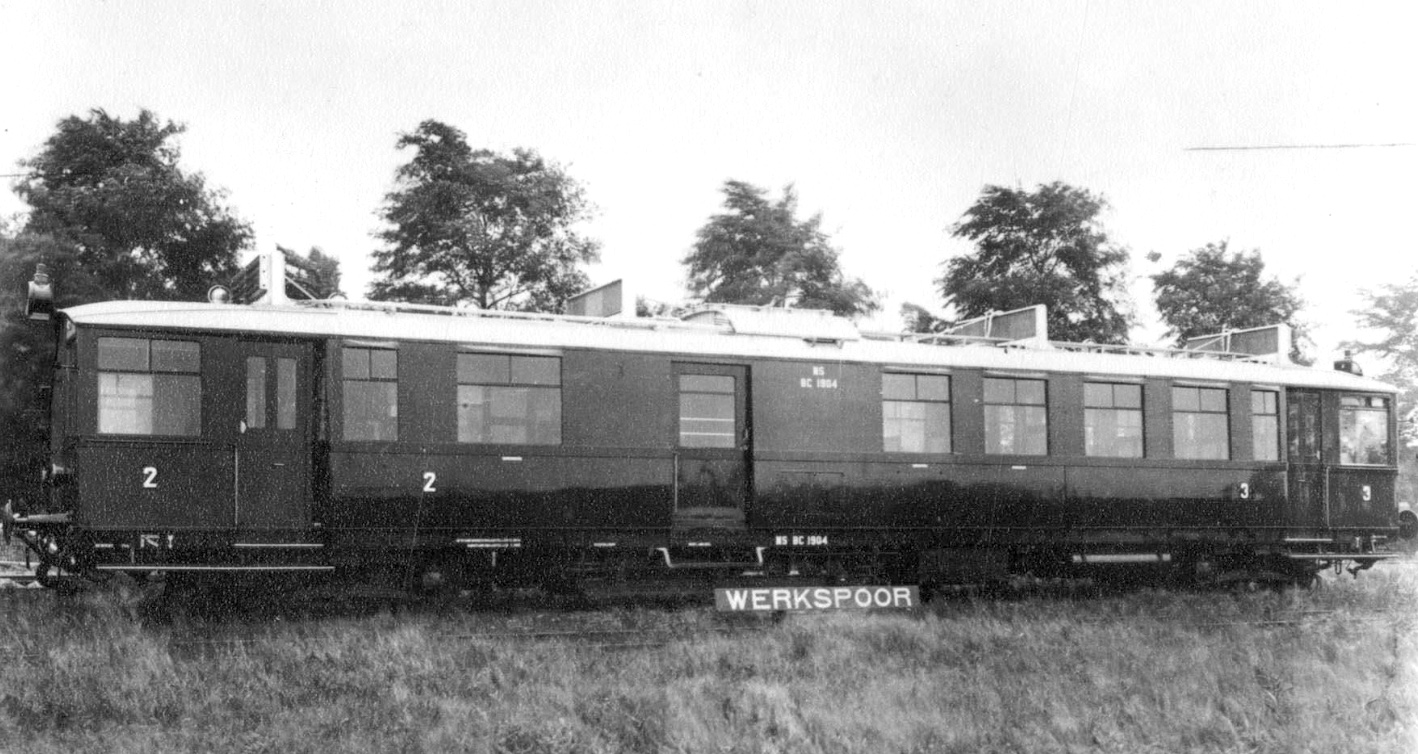
De verbrandingsmotorwagens uit de serie omBC 1904-1910 waren door Werkspoor speciaal voor de Woldjerspoorweg gebouwd.

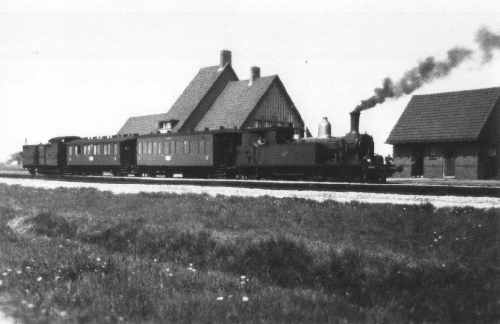
Station Harkstede-Scharmer. Na 1938 reden er alleen nog stoomtreinen, hier met een locomotief NS 5500.

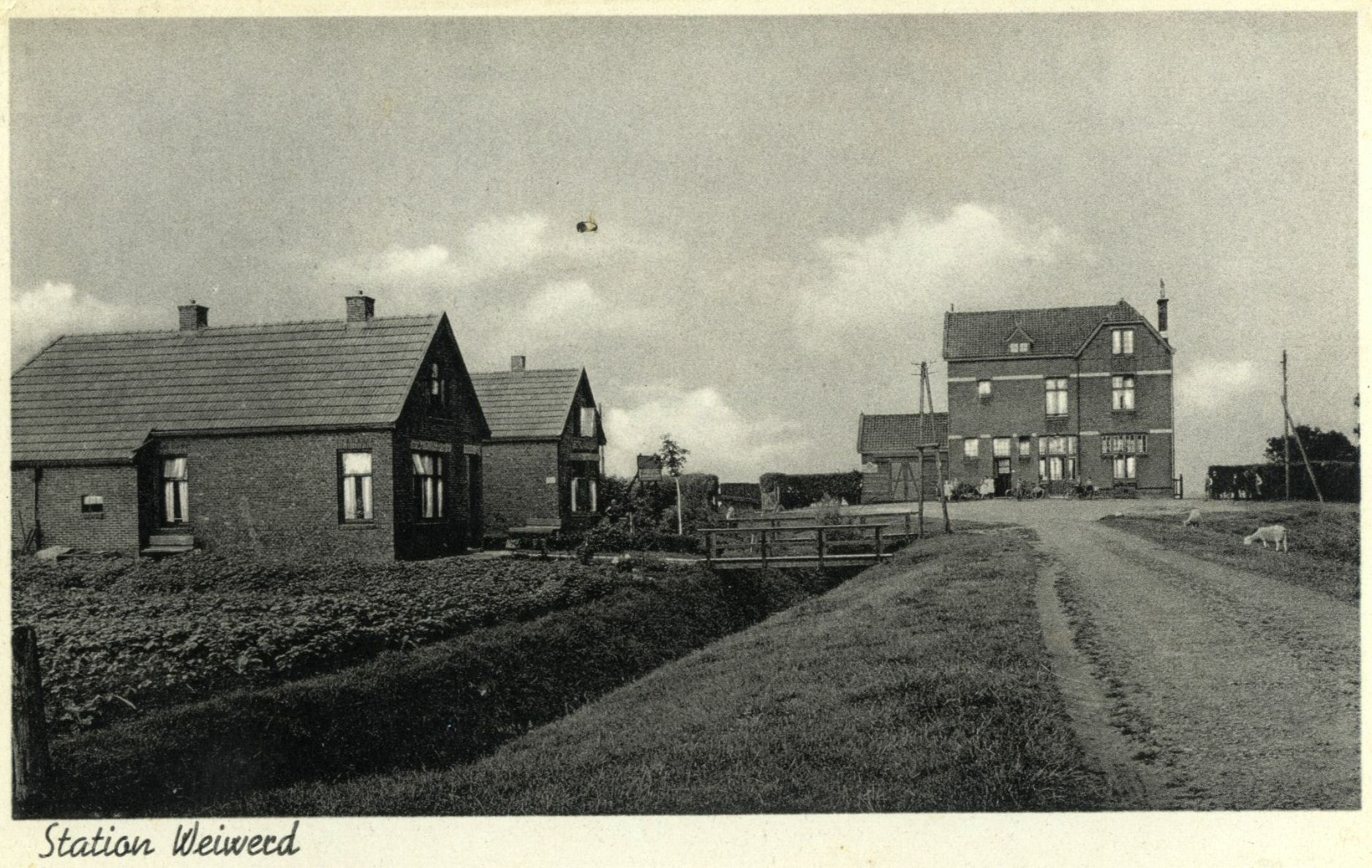
Gezicht op station Weiwerd, waar de Woldjerspoorlijn aansloot op de spoorlijn Zuidbroek - Delfzijl.

Al aan het begin van de twintigste eeuw werd behoefte gevoeld aan een spoorverbinding tussen de Woldstreek en de stad Groningen, voor het vervoer van zowel reizigers als landbouwproducten. De Groninger publicist en politicus K. ter Laan, Tweede Kamerlid voor de SDAP, presenteerde in 1902 een uitvoerige brochure met een uitgewerkt plan voor de aanleg van een stoomtramlijn van Groningen over Slochteren naar Wagenborgen.
In 1910 kwam de spoorlijn Zuidbroek - Delfzijl gereed, maar deze liet de uitgestrekte gemeente Slochteren en daarmee de 'Woldjers' (bewoners van de Woldstreek) links liggen. Een aantal notabelen uit de gemeente begon daarop te ijveren voor een spoorverbinding met de stad Groningen. Dat leidde op 30 januari 1923 tot de oprichting van de N.V. Woldjerspoorweg en Stoomtramwegen in Midden en Noordelijk Groningen, afgekort W.E.S.T.I.G.. Op 31 december 1925 werd de naam ingekort tot Woldjerspoorwegmaatschappij. De exploitatie kwam in handen van de Nederlandse Spoorwegen.
De bouw werd voortvarend ter hand genomen. Om verzakkingen te voorkomen werd de baan op een hoog talud gelegd. Door de afgravingen die daarvoor nodig waren is de Engelbertplas ontstaan. Een bijzonder bouwkundig kunstwerk was de hoge draaibrug over het Winschoterdiep bij Oude Roodehaan. De 36 kilometer lange lijn werd op 1 juli 1929 geopend. De aanleg kostte 4,7 miljoen gulden.
Werkspoor bouwde in opdracht van de NS speciaal voor deze lijn zeven vierassige benzinemotorrijtuigen met mechanische aandrijving, genummerd omBC 1904-1910, die later werden voorzien van dieselmotoren (zie dieselmechanische aandrijving). Ook andere omBC- en omC-motorrijtuigen hebben op het Woldjerspoor dienstgedaan. In Delfzijl was een motorwagenloods gebouwd waar het materieel werd gestald en onderhouden. Vanaf 1938 reden op de Woldjerspoorweg uitsluitend stoomlocomotieven (meestal NS 5500) en lokaalspoorrijtuigen.
De lijn werd aangelegd toen de bloeitijd van de lokaalspoorwegen eigenlijk al voorbij was en is dan ook nooit een succes geweest. In de Woldstreek bediende de trein vooral langgerekte, in elkaar overgaande lintdorpen zonder echte dorpskernen, waardoor wegverkeer in het voordeel was. De frequenties waren niet hoog: in de jaren dertig werden per dag vier retourritten Delfzijl - Groningen gereden plus een extra retourrit Siddeburen - Groningen. In de winterdienstregeling van 1939 reden echter vrijwel dagelijks tien treinparen tussen Delfzijl en Groningen.
De Woldjerspoorwegmaatschappij werd op 1 januari 1940 genaast en daarmee eigendom van de NS. De lijn werd vrij snel daarna, op 5 mei 1941, gesloten voor personenvervoer, op 27 juli 1942 ook voor goederenvervoer. Daarna werd de lijn door de Duitse bezetters opgebroken om de materialen te kunnen gebruiken aan het Oostfront. Het reizigersvervoer werd verder verzorgd door het autobusbedrijf Roland te Slochteren.

## Restanten
De loop van het tracé is op sommige stukken goed te herkennen. De aftakking aan het begin van de lijn was tot 2009 nog in gebruik als spoorwegaansluiting voor het afvalverwerkende bedrijf Vagron. De voormalige stations Engelbert, Kolham, Harkstede-Scharmer, Slochteren en Tjugchem-Meedhuizen zijn nog steeds te vinden. De onderlinge gelijkenis is zeer groot doordat ze behoorden tot het standaardtype Woldjerspoor van architect Ad van der Steur. Het stationsgebouw heeft drie gedeelten die in elkaars verlengde liggen, met zadeldaken van verschillende hoogten en breedten. Daarbij is het middengedeelte smaller en hoger dan de beide vleugels. Er is verwantschap met de Amsterdamse School. Bij Harkstede-Scharmer is de plattegrond spiegelbeeldig ten opzichte van die van de andere stations. Kolham en Slochteren hebben de 'omgeklapte' vorm van het spiegelbeeld. Dat had te maken met de positie ten opzichte van het spoor (noordelijk of zuidelijk) en/of de gewenste situering van de goederenloods.
De ook tot het standaardtype behorende stations Schildwolde-Hellum en Siddeburen bestaan niet meer sinds 1970, toen een groot deel van het baanvak tussen Kolham en Siddeburen werd opgenomen in het tracé van de N387. Van der Steur ontwierp in dezelfde stijl ook het kleinere stationsgebouw van Froombosch (gesloopt omstreeks 1970) en een aantal dienstwoningen langs de lijn, waaronder die voor de brugwachter bij Oude Roodehaan (gesloopt in 1995).
Na de opheffing van de treindienst hebben de stations diverse doeleinden gediend, maar vier van de vijf overgebleven gebouwen zijn als woonhuis in gebruik. Daarvan is dat van Harkstede-Scharmer, dat deels ook als brandweerkazerne dienstdoet, door een aantal wijzigingen aan de gevel minder authentiek geworden. De andere stations zijn in redelijk gave staat bewaard gebleven. Het station Kolham diende enige tijd als Vrije Evangelisatie Kapel. Het station Slochteren herbergt sinds 1993 de Internationale Politiepetten Collectie van de afdeling Groningen van de International Police Association. Het officiële eindpunt van de lijn, station Weiwerd, een door Eduard Cuypers ontworpen NOLS-standaardstation derde klasse uit 1910, werd al in 1945 vernietigd bij de bevrijding van Delfzijl.
Bij Kolham is een stukje spoor van het emplacement in 1997 herlegd met behulp van rails afkomstig van het opgebroken spoortraject Musselkanaal - Ter Apel. Er is een informatiebord over het Woldjerspoor geplaatst.
Een reis langs de bewaarde resten van het Woldjerspoor laat de karakteristieke uniformiteit van de standaardstations zien:

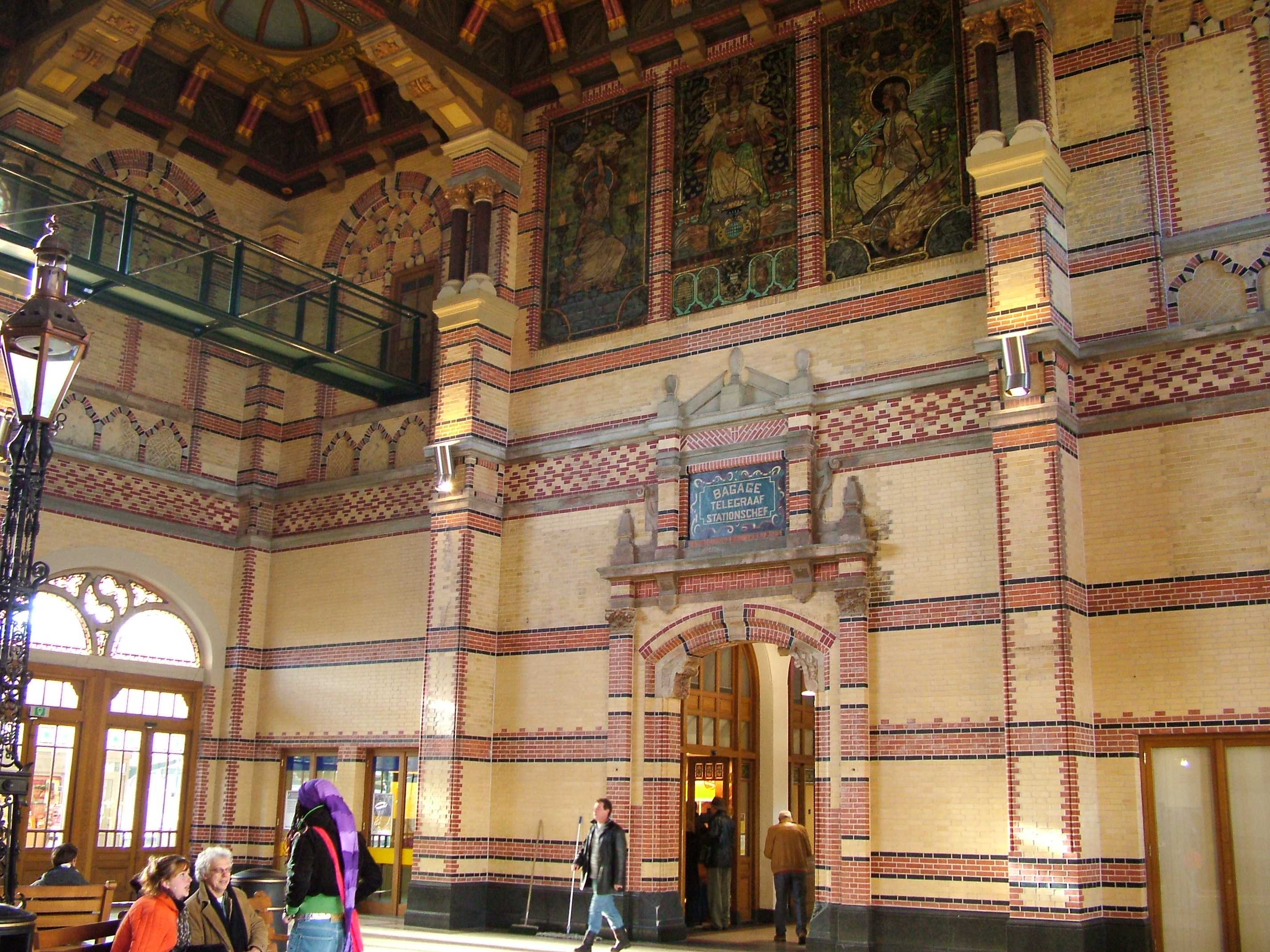
Stationshal van het Hoofdstation in Groningen, waar de reis begon
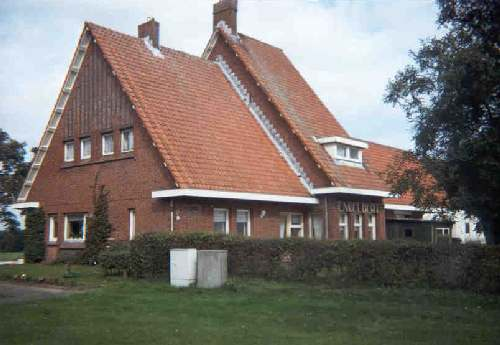
Station Engelbert, nu woonhuis
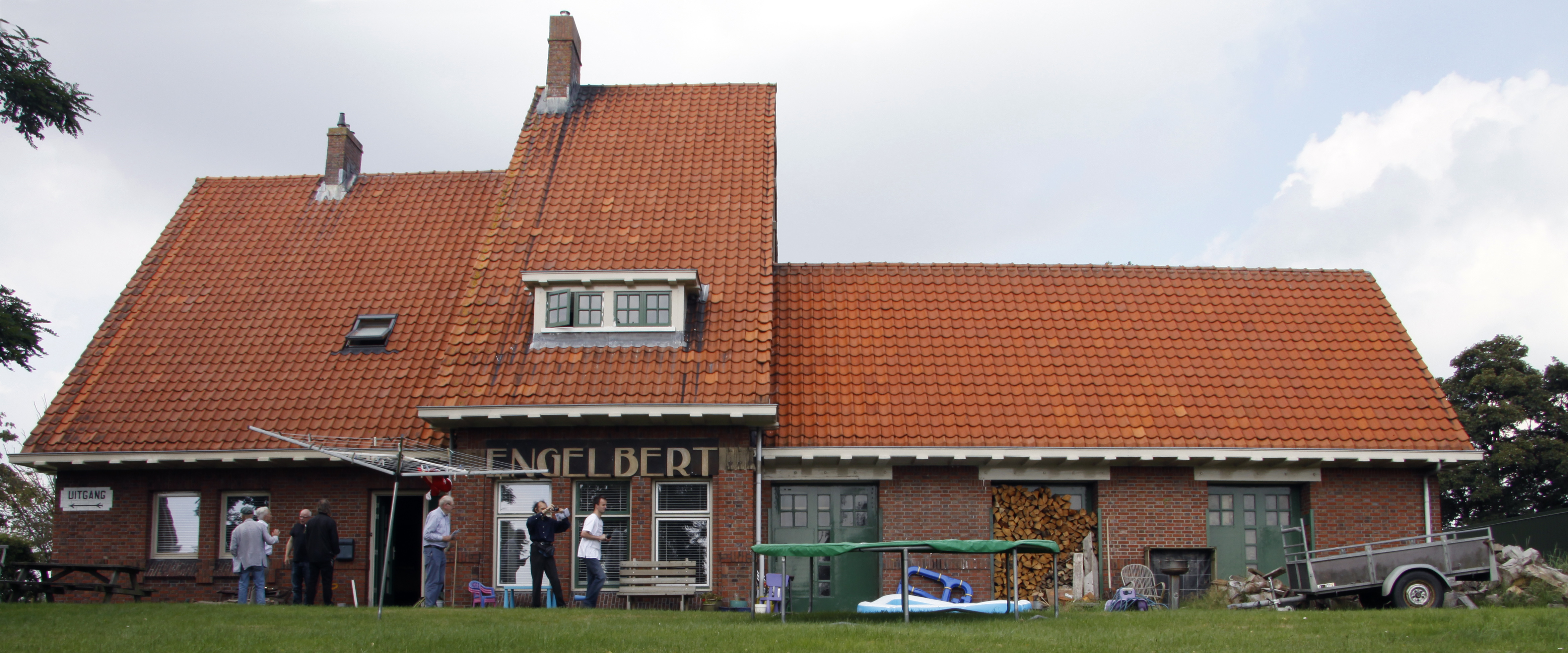
Engelbert, perronzijde
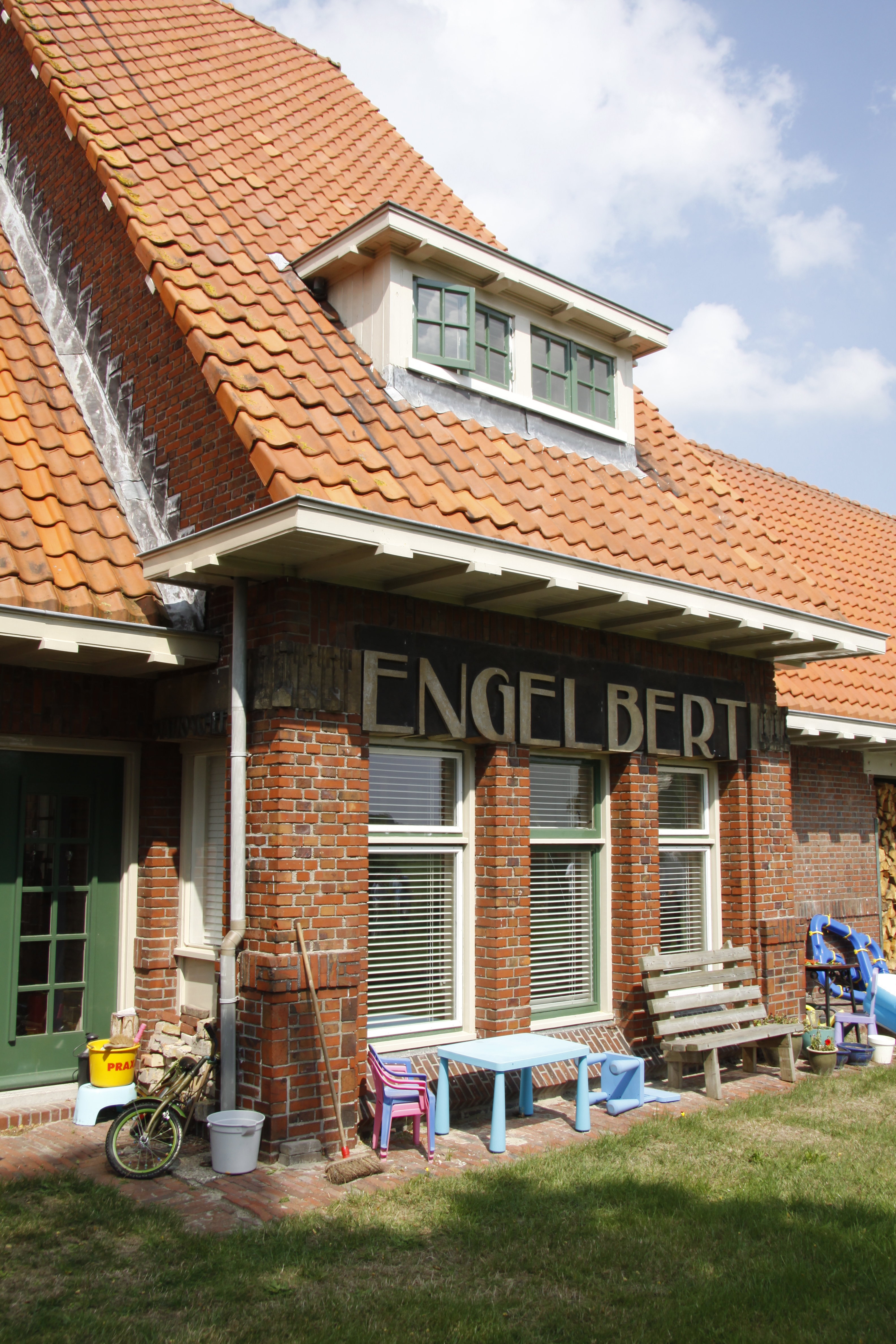
Engelbert, perronzijde
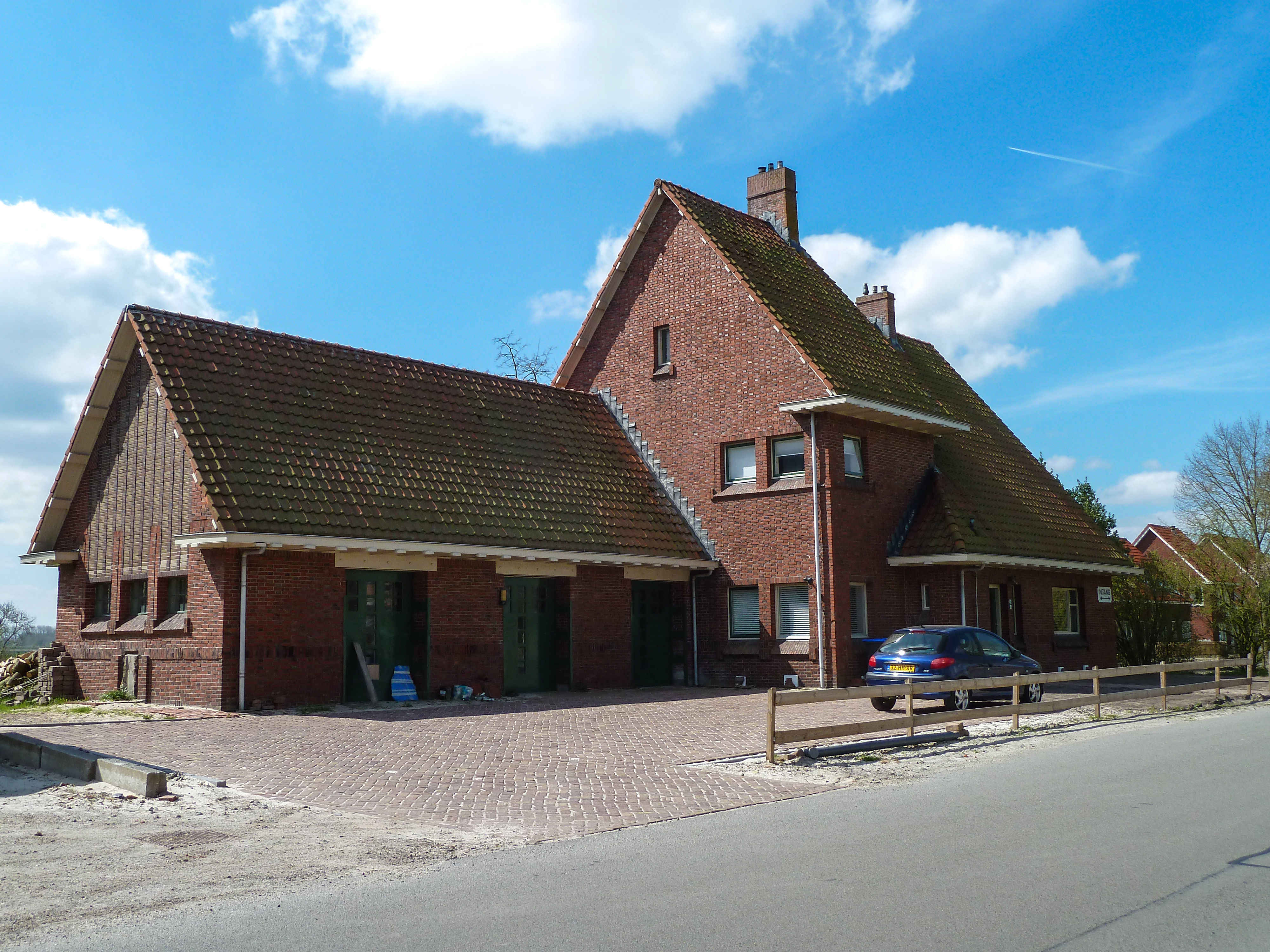
Engelbert, straatzijde met goederenloods
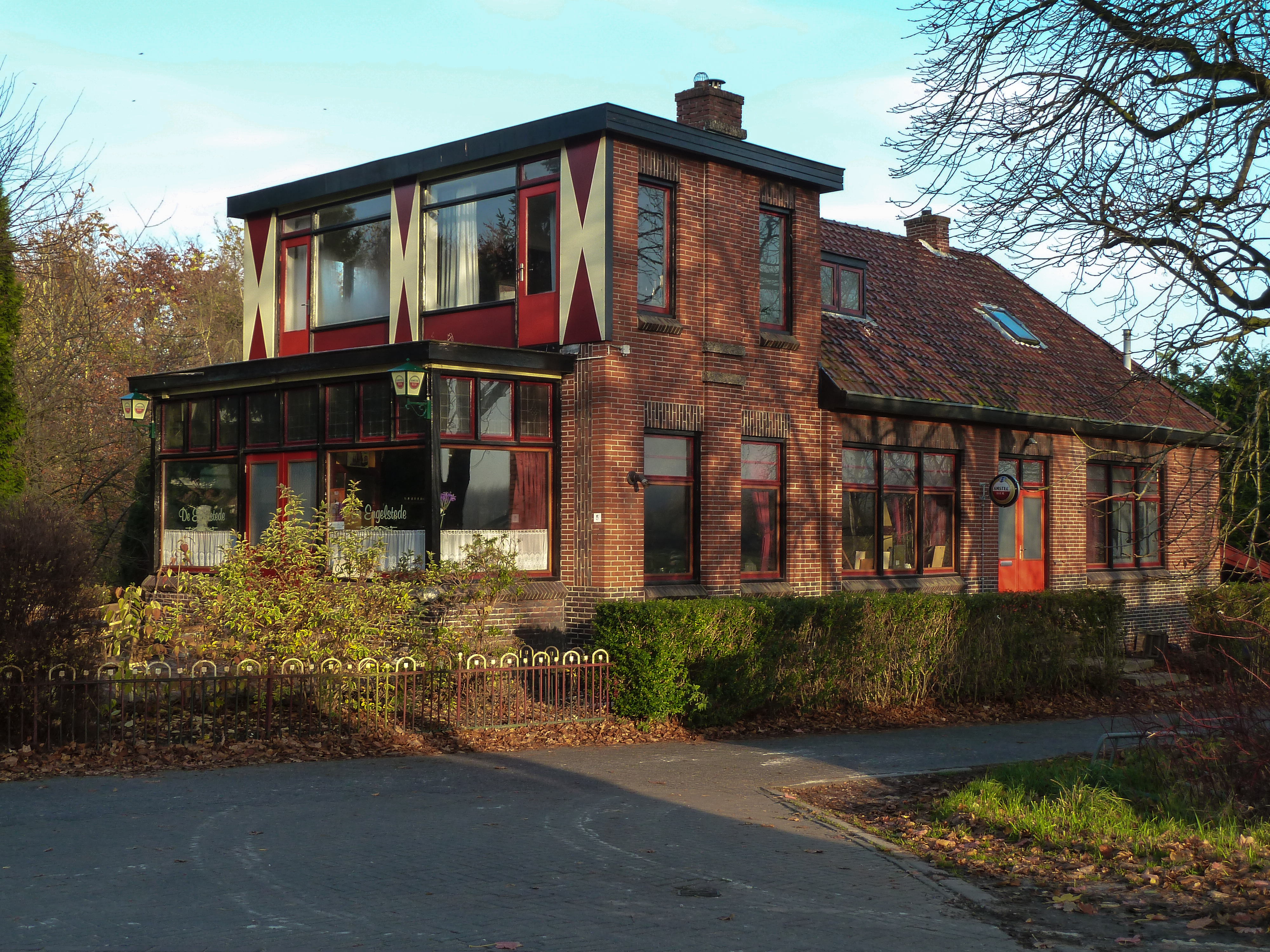
Voormalig stationskoffiehuis van Engelbert (1927, architect P. Bruiniers), nabootsing van de vorm van een locomotief
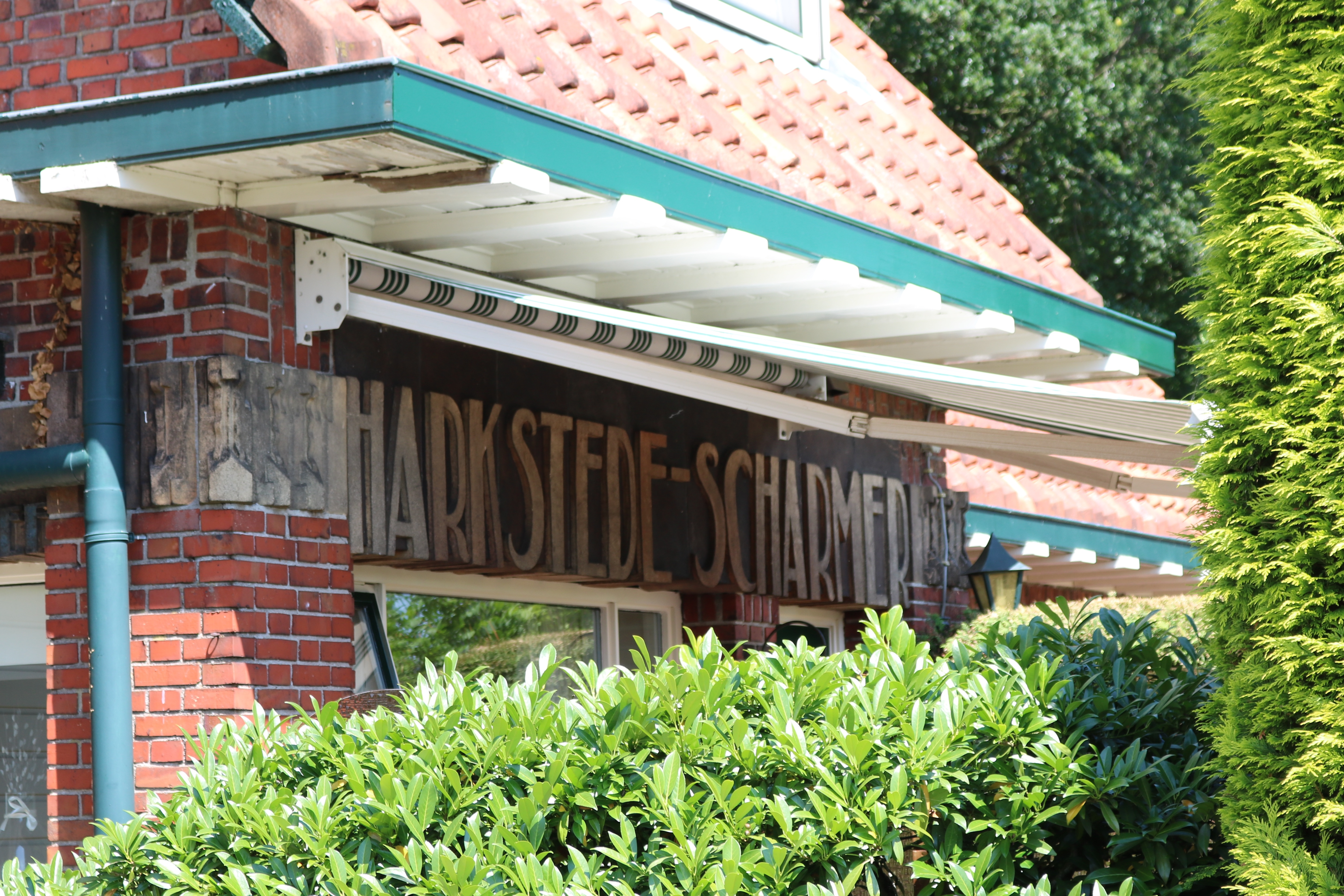
Station Harkstede-Scharmer
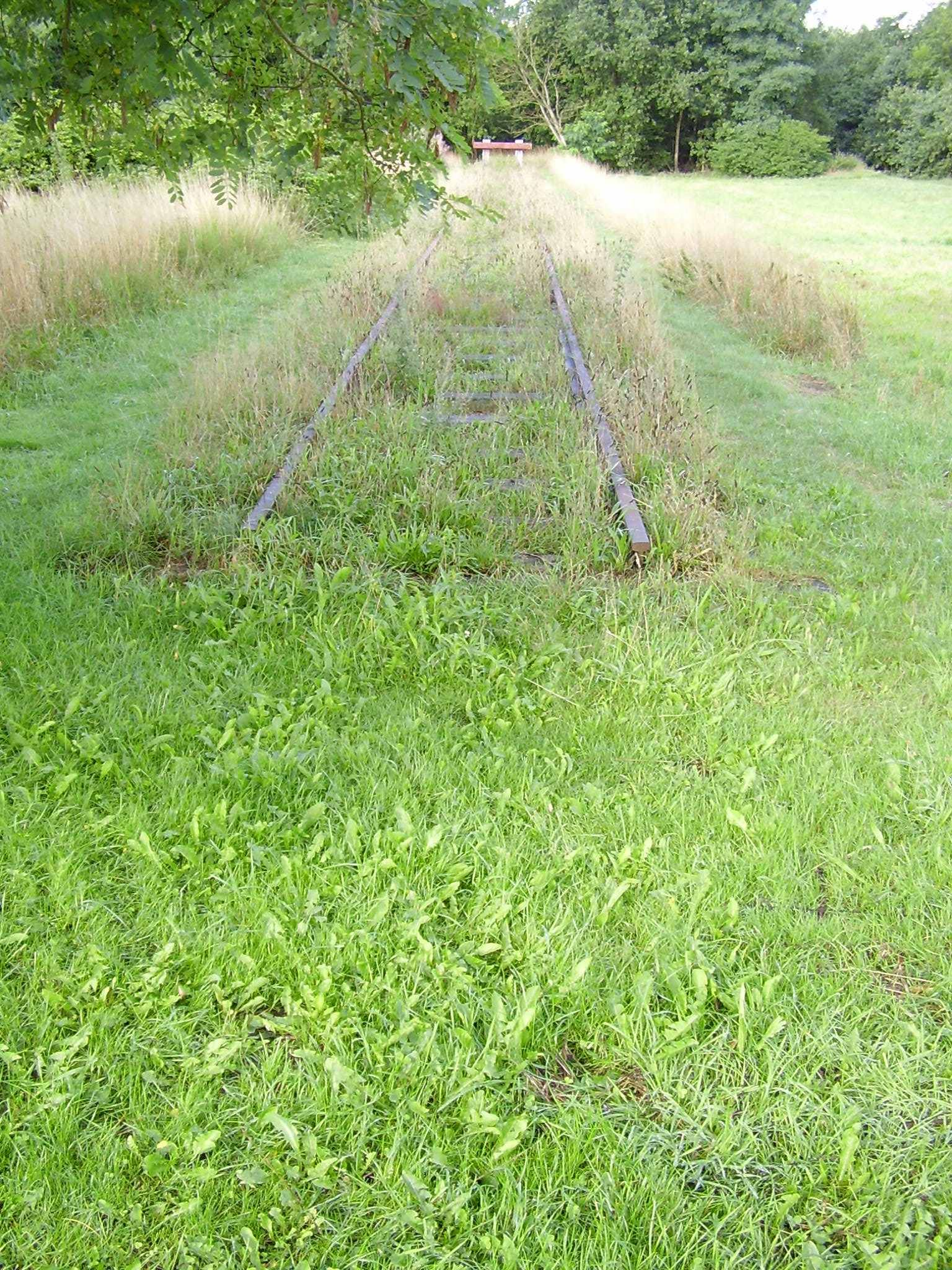
Herlegd fragment emplacement Kolham
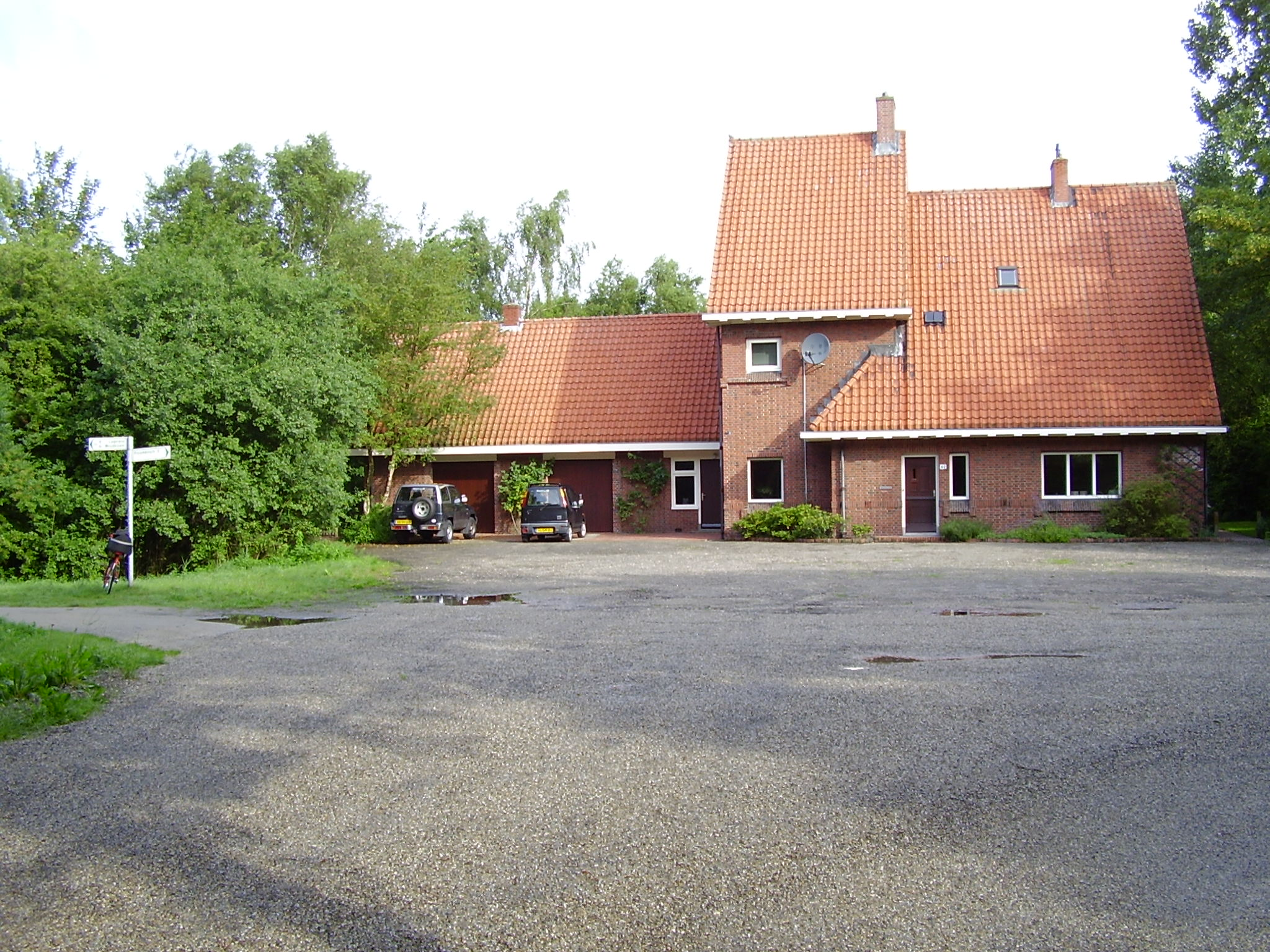
Station Kolham, woonhuis, straatzijde (rijksmonument)
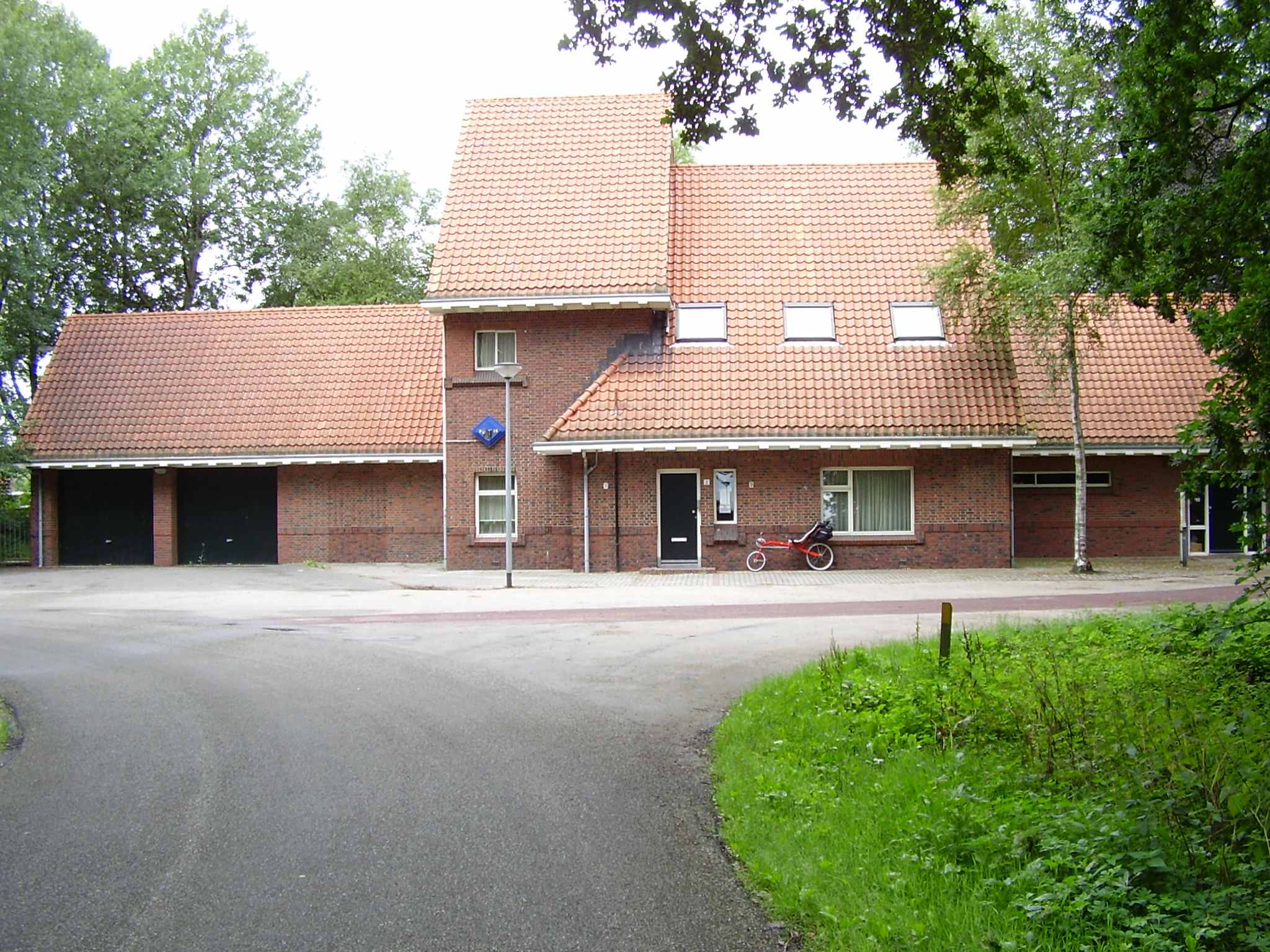
Station Slochteren met de Internationale Politiepetten Collectie, straatzijde
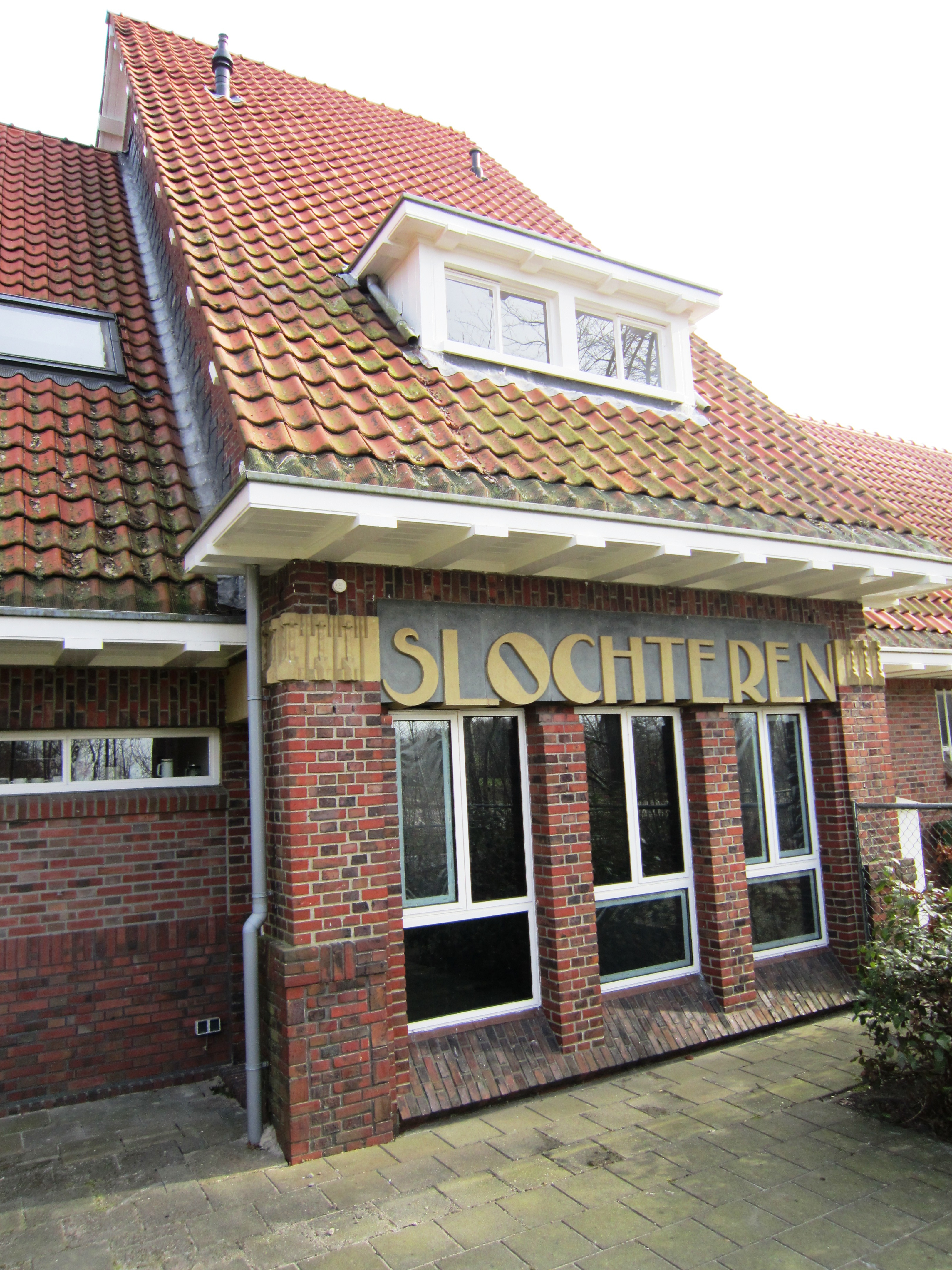
Slochteren, perronzijde
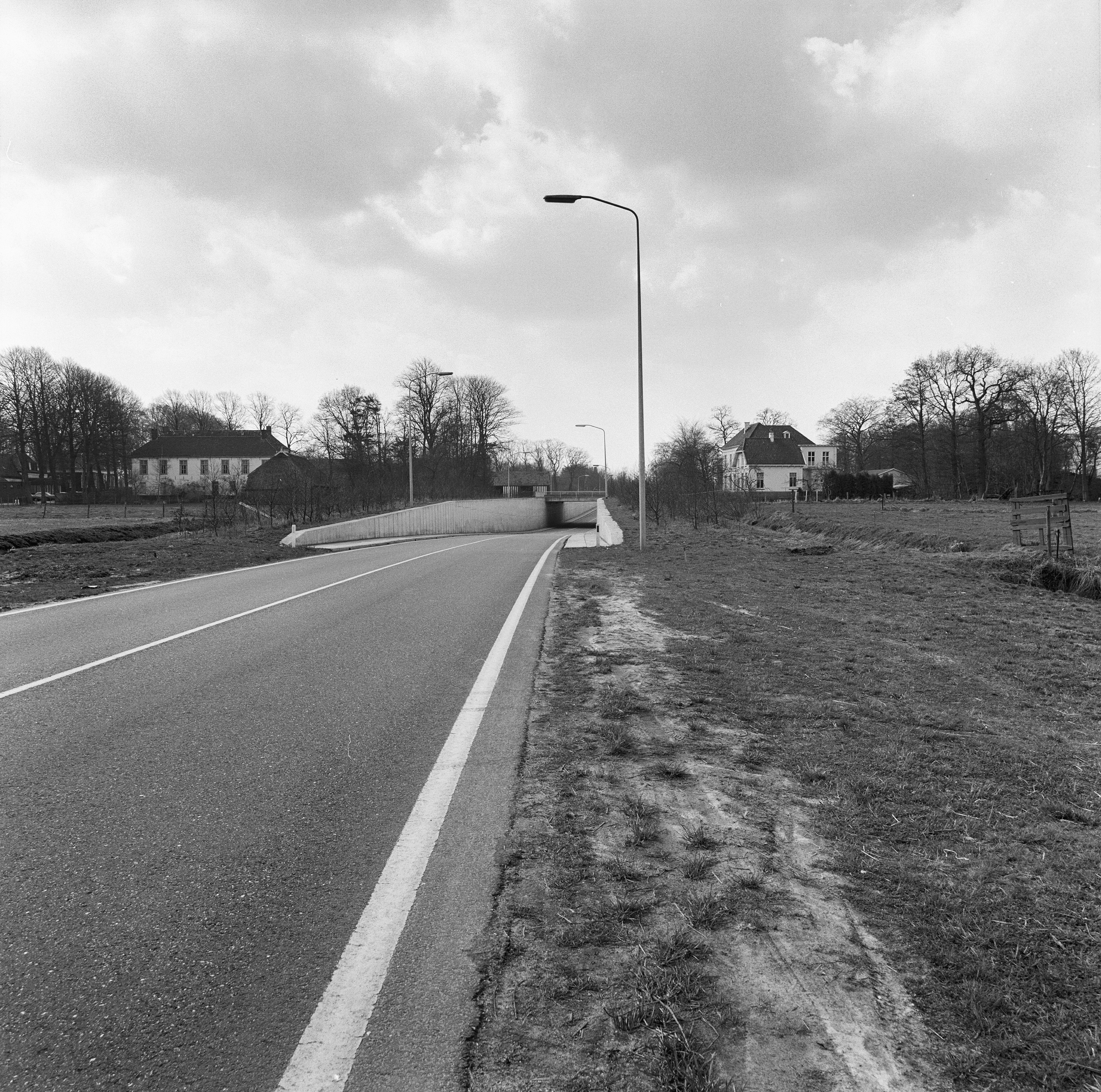
De N387 op het tracé van de Woldjerspoorweg bij Slochteren
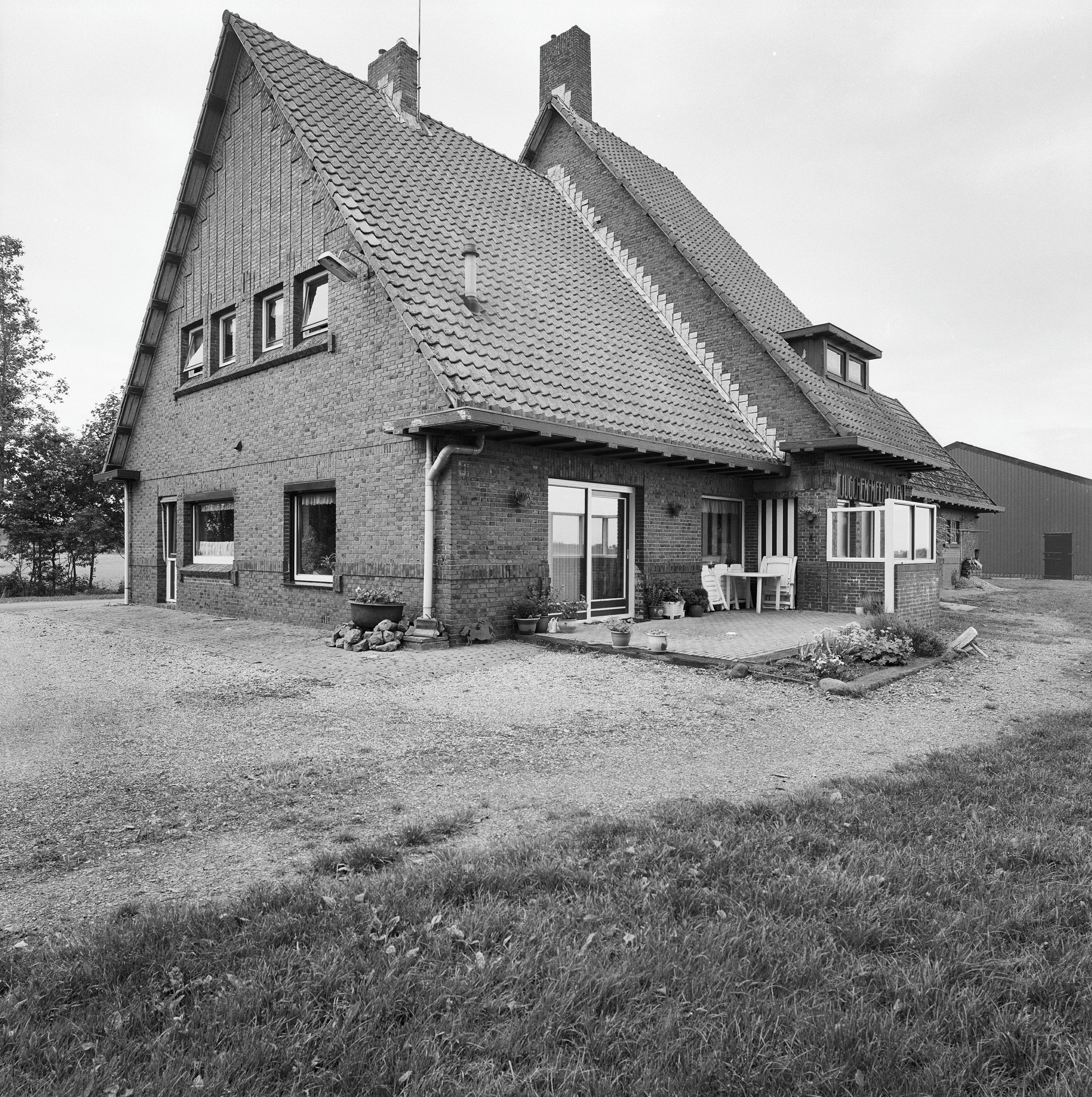
Station Tjugchem-Meedhuizen, woonboerderij
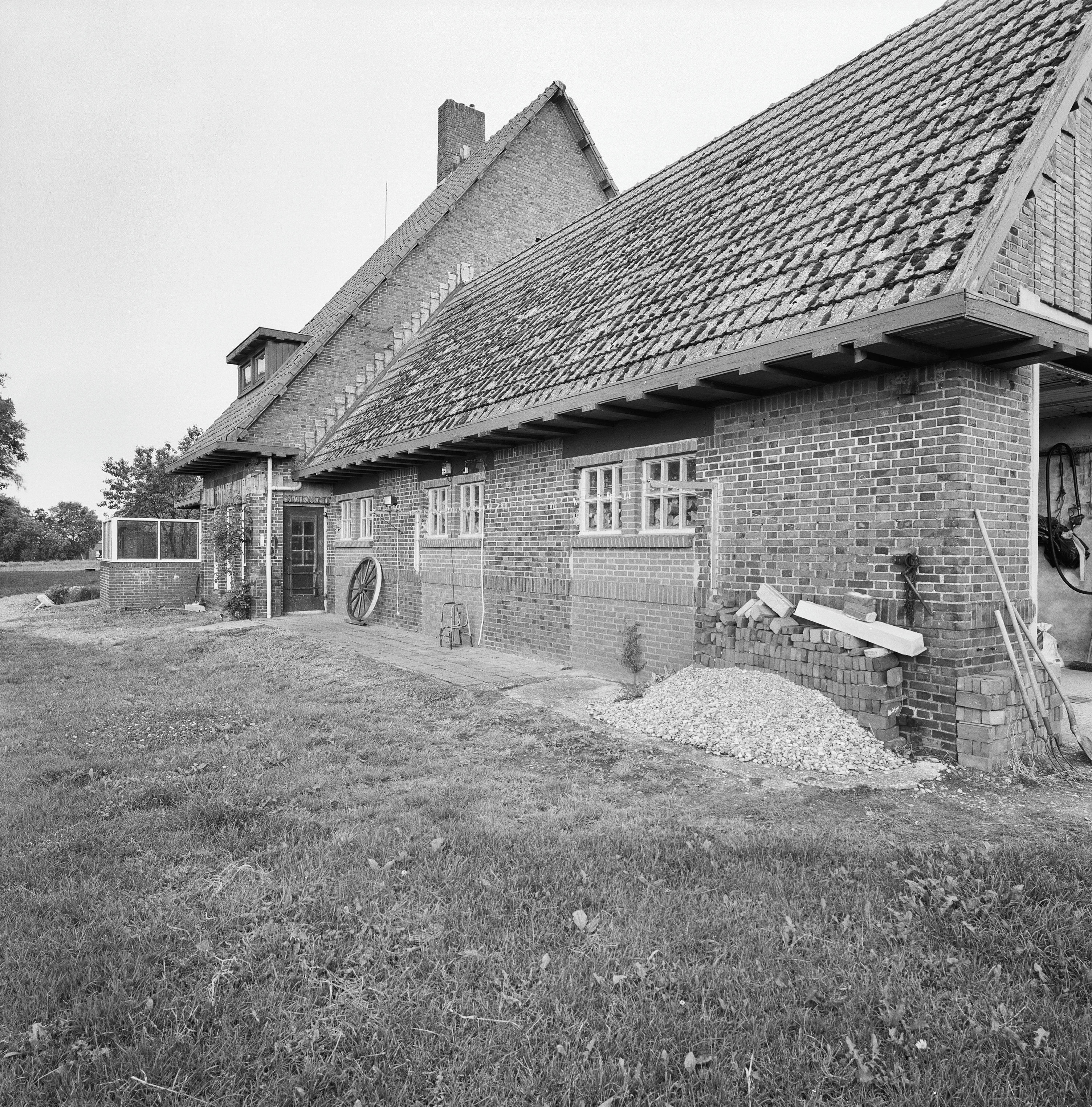
Tjugchem-Meedhuizen, perronzijde
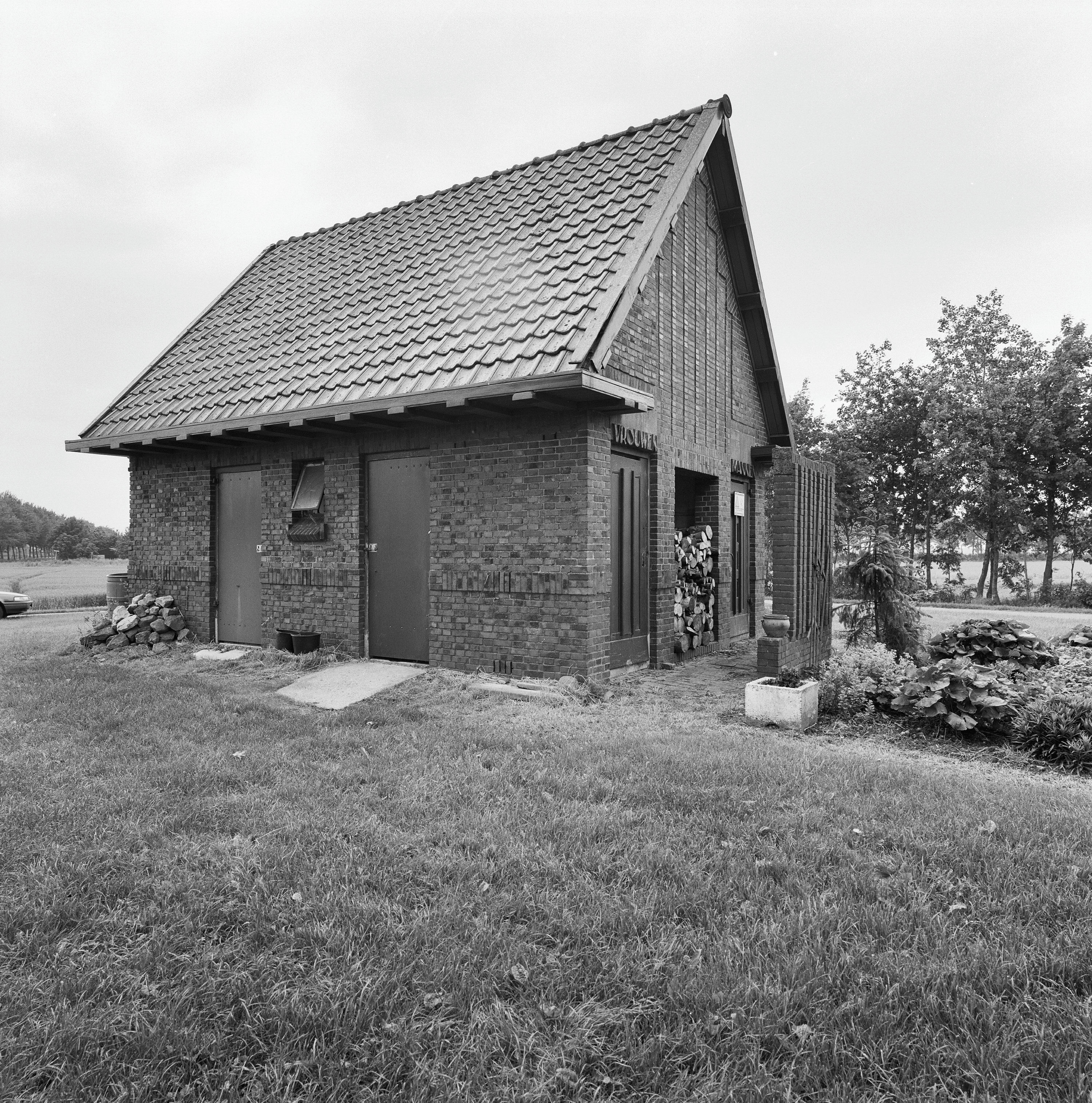
Toiletgebouwtje behorend bij het station Tjugchem-Meedhuizen
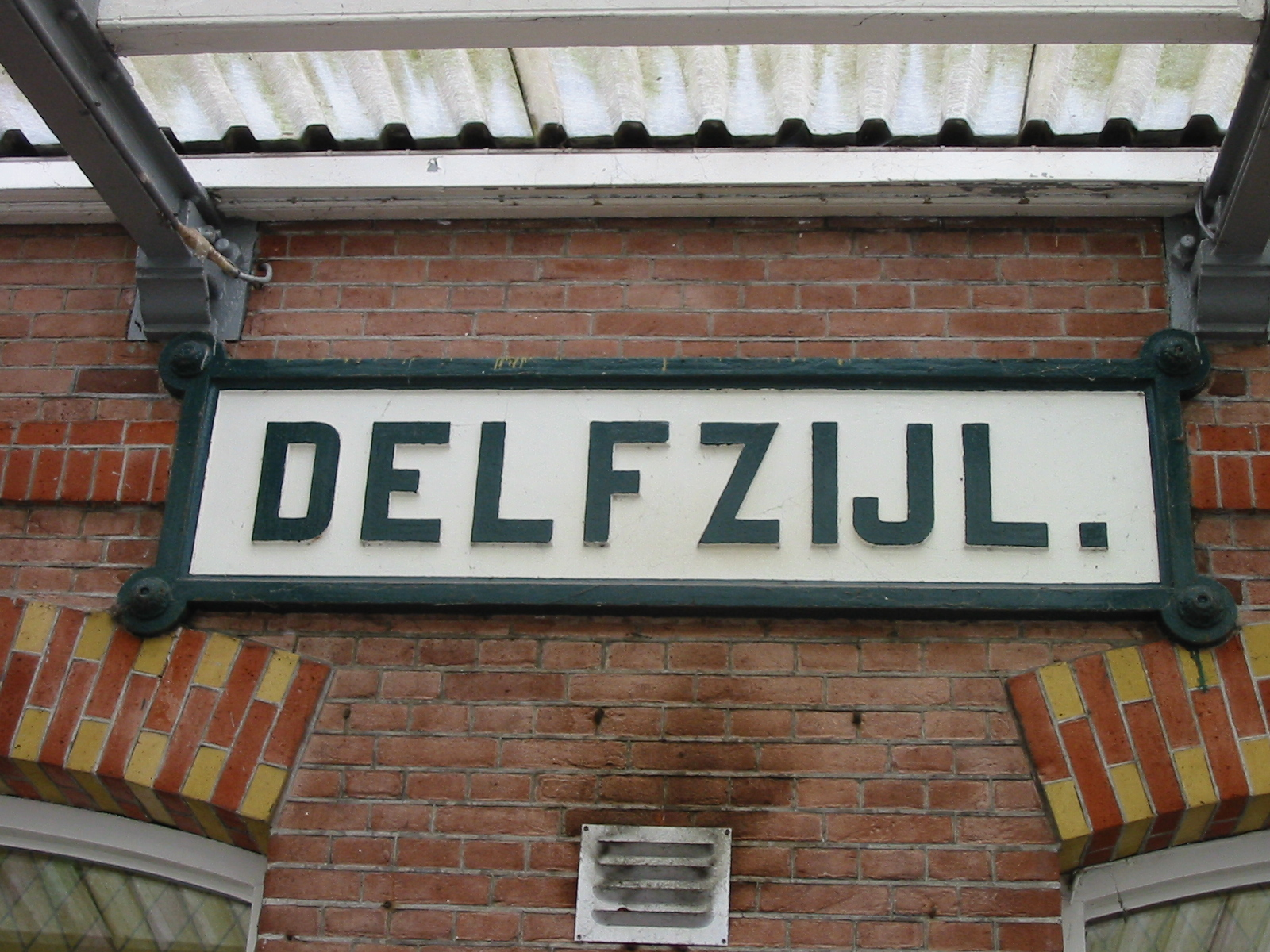
Station Delfzijl, waar de treinreizen eindigden.